# Paranotus obsoletus
Paranotus obsoletus är en insektsart som beskrevs av Melichar 1902. Paranotus obsoletus ingår i släktet Paranotus och familjen Flatidae. Inga underarter finns listade i Catalogue of Life.